# 얼굴없는 보스
"얼굴없는 보스"는 2019년에 개봉한 대한민국의 영화이다.

## 캐스팅
- 천정명 : 권상곤 역
- 진이한 : 구철회 역
- 이하율 : 박태규 역
- 곽희성 : 곽상구 역
- 이시아 : 정민정 역
- 김도훈 : 영재 역
- 이지훈 : 강창완 역
- 김형민 : 표수호 역
- 이무생 : 차준영 역
- 문서준 : 상길 역
- 이주석 : 상곤 부 역
- 김희령 : 상곤 모 역
- 박혜진 : 태규 모 역
- 김민경 : 상구 모 역
- 박지혜 : 상구 처 역
- 김지희 : 예린 역
- 김자영 : 백반집 이모 역
- 이황의 : 곽 실장 역
- 최종남 : 한 변호사 역
- 김영재 : 신하진 역
- 이호정 : 신미영 역
- 최규환 : 김건 역
- 김강일 : 윤동렬 역
- 곽동철 : 고석두 역
- 최원석 : 신연식 역
- 이현걸 : 마석림 역
- 윤충 : 송재림 역
- 홍지영 : 경리 역
- 김효준 : 조재용 역
- 차민지 : 영재 누나 역
- 공서윤 : 복지사 역
- 이주연 : 건달 재소자 1 역
- 전재형 : 건달 재소자 2 역
- 우상재 : 목포파 1 역
- 유성안 : 목포파 2 역
- 나인우 : 소년 1 역
- 이창선 : 소년 2 역
- 안혜민 : 카운터 녀 역
- 정지원 : 카운터 녀 역
- 김문학 : 강 형사 역
- 전운종 : 차준영 형사 역
- 박건락 : 오션 룸싸롱 형사 1 역
- 김종혁 : 오션 룸싸롱 형사 2 역
- 박용 : 주심판사 역
- 김대준 : 판매책 역
- 이진무 : 전조일 (전라도 1) 역
- 전상욱 : 두환 (전라도 2) 역
- 오민준 : 석우현 (전라도 3) 역
- 이배 : 민기 (전라도 4) 역
- 오기덕 : 이우진 (전라도 5) 역
- 하준 : 박예담 (전라도 6) 역
- 김춘심 : 문수 (전라도 7) 역
- 박현준 : 차민혁 (전라도 8) 역
- 장현 : 오태식 (전라도 9) 역
- 조현정 : 영권 (전라도 10) 역
- 임용순 : 검사장 역
- 윤배영 : 부장검사 역
- 이상경 : 표수호 오른팔 역
- 서동갑 : 조수현 역
- 송창규 : 도박장 사장 역
- 김선웅 : 김건 꼬마 조직원 역
- 유수빈 : 신하진 꼬마 조직원 역
- 우정국 : 늙은 웨이터 역
- 이수남 : 지 교도관 역
- 정수한 : 1사 교도관 역
- 강후재 : 교도관 역
- 오일룡 : 바안과장 역
- 장지수 : 아가씨 1 역
- 최효주 : 아가씨 2 역
- 박건규 : 건달 동생 1 역
- 한동희 : 건달 동생 2 역
- 김덕현 : 클럽 사장 1 역
- 서호철 : 클럽 사장 2 역
- 김경식 : 클럽 사장 3 역
- 강신구 : 클럽 사장 4 역
- 손성찬 : 이사 1 역
- 김윤홍 : 이사 2 역
- 유영복 : 이사 3 역
- 이자용 : 학생 1 역
- 최우진 : 학생 2 역
- 추성욱 : 학생 3 역
- 김원중 : 학생 4 역
- 이지안 : 소녀 역
- 유지우 : 가출팸 1 역
- 강희지 : 가출팸 2 역
- 신지운 : 가출팸 3 역
- 성민수 : 고석두 비서 역
- 최원 : 고석두 운전기사 역
- 최범호 : 신연식 비서 역
- 한창현 : 신연식 운전기사 역
- 박종근 : 야쿠자 보스 1 역
- 유광수 : 야쿠자 보스 2 역
- 박건 : 야쿠자 수행원 1 역
- 이인경 : 야쿠자 수행원 2 역
- 현오봉 : 포장마차 조폭 1 역
- 류필립 : 포장마차 조폭 2 역
- 하수호 : 포장마차 조폭 3 역
- 마광현 : 강원도파 조직원 1 역
- 주효준 : 강원도파 조직원 2 역
- 정재훈 : 강원도파 조직원 3 역
- 심민선 : 강원도파 조직원 4 역
- 김동훈 : 충청도파 조직원 1 역
- 이수민 : 충청도파 조직원 2 역
- 박종빈 : 충청도파 조직원 3 역
- 임종화 : 경상도파 조직원 1 역
- 박재광 : 경상도파 조직원 2 역
- 이상욱 : 경상도파 조직원 3 역
- 고태영 : 경상도파 조직원 4 역
- 이규현 : 포장마차 형사 역
- 이근후 : 강남 커피숍 형사 역
- 전준우 : 형님 역
- 황명환 : 동생 역
- 정연 : 코치 역
- 권영민 : 안경잽이 역
- 심민선 : 도박장 똘마니 역
- 한사명 : 젠더바 웨이터 역
- 정재훈 : 손님 1 역
- 문소슬 : 여자 손님 역
- 김동준 : 웨이터 역
- 김정현 : 고석두 며느리 역
- 박선주 : 고석두 손녀 역
- 박혜영 : 신하진 부인 역
- 윤하영 : 신미영 아역
- 박소율 : 상곤 딸 역
- 조은오 : 상곤 딸 역
- 김인숙 : 태규 이모 역
- 박다진 : 미래건설 안내원 역
- 황보라 : 신하진 여직원 역
- 이동민 : 커피숍 직원 역
- 정승아 : 차준영 애인 역
- 김한 : 유도부원 역
- 이서주 : 여대생 역
- 오수영 : 젠더 1 역
- 풀잎 : 젠더 2 역
- 유진 : 젠더 3 역
- 화선 : 젠더 4 역
- 랑이 : 젠더 싱어 역
- 설창희 : 기자 1 역
- 한상규 : 기자 2 역
- 조혜인 : 기자 3 역
- 김지유 : 기자 4 역
- 김혜영 : 룸싸롱 보관됨 2024-05-02 - 웨이백 머신 아가씨 역
- 김효정 : 룸싸롱 보관됨 2024-05-02 - 웨이백 머신 아가씨 역
- 맹인애 : 룸싸롱 보관됨 2024-05-02 - 웨이백 머신 아가씨 역
- 박미리 : 룸싸롱 보관됨 2024-05-02 - 웨이백 머신 아가씨 역
- 윤민희 : 룸싸롱 보관됨 2024-05-02 - 웨이백 머신 아가씨 역
- 이상미 : 룸싸롱 보관됨 2024-05-02 - 웨이백 머신 아가씨 역
- 정지원 : 룸싸롱 보관됨 2024-05-02 - 웨이백 머신 아가씨 역
- 최지아 : 룸싸롱 보관됨 2024-05-02 - 웨이백 머신 아가씨 역
- 우정국 : 늙은 웨이터 역
- 정은표 : 윤정호 역 (우정출연)

## 같이 보기
- 2019년 대한민국의 영화 목록